# Lafayette County (Wisconsin)
Das Lafayette County ist ein County im US-amerikanischen Bundesstaat Wisconsin. Im Jahr 2020 hatte das County 16.611 Einwohner und eine Bevölkerungsdichte von 10,1 Einwohnern pro Quadratkilometer. Der Verwaltungssitz (County Seat) ist Darlington, das nach Joshua Darling, dem ehemaligen Landeigentümer, benannt wurde.

## Geografie
Das County liegt im Südwesten von Wisconsin, grenzt an Illinois, ist im Westen etwa 25 km von Iowa entfernt. Es hat eine Fläche von 1644 Quadratkilometern, wovon 3 Quadratkilometer Wasserfläche sind. An das Lafayette County grenzen folgende Nachbarcountys:
|              | Iowa County                  |                              |
| Grant County |                              | Green County                 |
|              | Jo Daviess County (Illinois) | Stephenson County (Illinois) |

## Geschichte

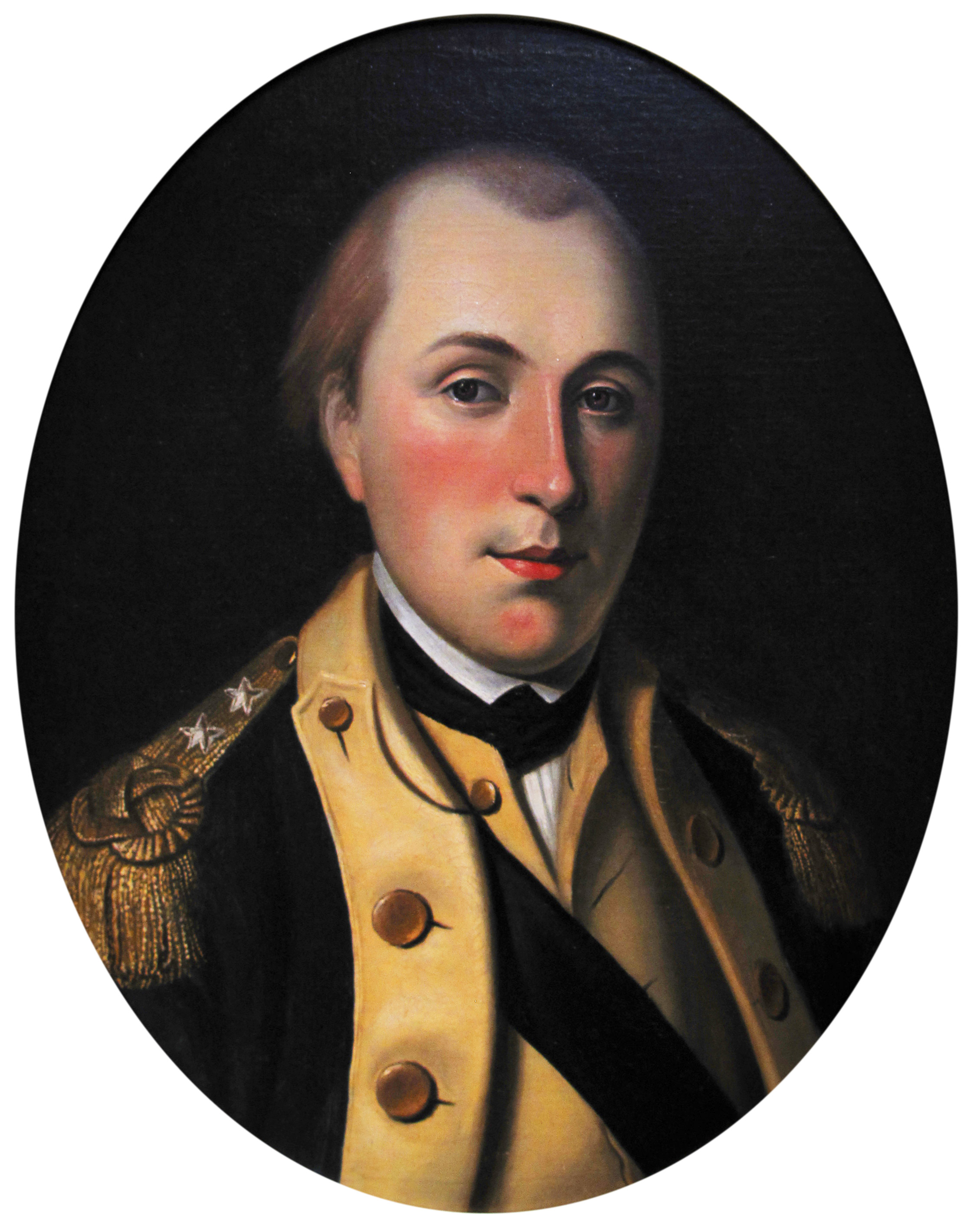
Lafayette

Das Lafayette County wurde 1846 aus Teilen des Iowa County gebildet. Benannt wurde es nach Marie-Joseph Motier, Marquis de La Fayette, einem französischen General und Politiker. Er nahm auf der Seite der Kolonisten am Amerikanischen Unabhängigkeitskrieg teil und spielte eine wichtige Rolle in der Französischen Revolution.

## Bevölkerung
Nach der Volkszählung im Jahr 2010 lebten im Lafayette County 16.836 Menschen in 6533 Haushalten. Die Bevölkerungsdichte betrug 10,3 Einwohner pro Quadratkilometer. In den 6533 Haushalten lebten statistisch je 2,56 Personen.
Ethnisch betrachtet setzte sich die Bevölkerung zusammen aus 96,8 Prozent Weißen, 0,2 Prozent Afroamerikanern, 0,3 Prozent amerikanischen Ureinwohnern, 0,3 Prozent Asiaten sowie aus anderen ethnischen Gruppen; 0,6 Prozent stammten von zwei oder mehr Ethnien ab. Unabhängig von der ethnischen Zugehörigkeit waren 3,1 Prozent der Bevölkerung spanischer oder lateinamerikanischer Abstammung.
25,8 Prozent der Bevölkerung waren unter 18 Jahre alt, 58,8 Prozent waren zwischen 18 und 64 und 15,4 Prozent waren 65 Jahre oder älter. 49,0 Prozent der Bevölkerung war weiblich.

Das jährliche Durchschnittseinkommen eines Haushalts lag bei 48.114 USD. Das Pro-Kopf-Einkommen betrug 22.026 USD. 9,1 Prozent der Einwohner lebten unterhalb der Armutsgrenze.

## Ortschaften im Lafayette County
Citys
- Cuba City1
- Darlington
- Shullsburg

Villages
| - Argyle - Belmont - Benton - Blanchardville2 | - Gratiot - Hazel Green1 - South Wayne |

Census-designated place (CDP)
- Woodford

Unincorporated Communities
| - Avon - Calamine - Dunbarton - Elk Grove - Etna - Fayette | - Five Corners - Ipswich - Jenkinsville - Lamont - Lead Mine - Leslie | - Meekers Grove - New Diggings - Red Rock - Riverside - Seymour Corners - Slateford | - Strawbridge - Truman - White Oak - Wiota - Yellowstone |

1 – teilweise im Grant County

2 – teilweise im Iowa County

## Gliederung
Das Lafayette County ist neben den drei Citys und sieben Villages in 18 Towns eingeteilt:
| Town               | Einwohner (2010) | FIPS     |
| ------------------ | ---------------- | -------- |
| Town of Argyle     | 436              | 55-02675 |
| Town of Belmont    | 767              | 55-06450 |
| Town of Benton     | 504              | 55-06850 |
| Town of Blanchard  | 264              | 55-08100 |
| Town of Darlington | 875              | 55-18900 |
| Town of Elk Grove  | 551              | 55-23262 |
| Town of Fayette    | 376              | 55-25475 |
| Town of Gratiot    | 550              | 55-30600 |
| Town of Kendall    | 454              | 55-39125 |

| Town                      | Einwohner (2010) | FIPS     |
| ------------------------- | ---------------- | -------- |
| Town of Lamont            | 314              | 55-42175 |
| Town of Monticello        | 133              | 55-54025 |
| Town of New Diggings      | 502              | 55-56625 |
| Town of Seymour           | 446              | 55-72700 |
| Town of Shullsburg        | 354              | 55-73850 |
| Town of Wayne             | 490              | 55-84850 |
| Town of White Oak Springs | 118              | 55-86800 |
| Town of Willow Springs    | 758              | 55-87275 |
| Town of Wiota             | 856              | 55-88050 |

| Belmont Kendall Willow Springs Fayette Blanchard Argyle Lamont Wiota Wayne Gratiot Monticello White Oak Springs Shullsburg New Dig- gings Benton Elk Grove Seymour Darlington |